# Moby King
La Moby King era una nave traghetto appartenuta con questo nome alla compagnia di navigazione italiana Moby Lines dal 1990 al 2002.

## Caratteristiche
La nave fu progettata per il trasporto di vagoni ferroviari, venendo dotata di quattro binari nel ponte garage. In questa configurazione poteva trasportare 40 tra carri e carrozze ferroviari, oltre a 100 automobili e 1192 passeggeri. Nel 1989, in seguito all'acquisto da parte della Moby Lines, i binari furono rimossi, portando la capacità del garage a circa 550 autovetture. Furono inoltre ampliate le sovrastrutture a poppa, portando a 1830 i passeggeri trasportabili, e fu aggiunto un bulbo a prua.

## Servizio
Varato nel 1966 con il nome di Skåne ai cantieri navali di Uddevalla, il traghetto fu utilizzato dalle ferrovie statali svedesi (Statens Järnvägar - SJ) per collegare Trelleborg e Sassnitz, nell'allora Germania Est. Nel 1982 la nave fu posta in disarmo e utilizzata come unità di riserva, venendo impiegata inizialmente per collegamenti tra Świnoujście e Ystad e poi noleggiata in due occasioni, nel 1987 e nel 1988, alle Ferrovie dello Stato della Germania Est.
Messo in vendita, nel 1989 il traghetto venne acquistato dalla società Moby Lines, la quale lo rinominò Moby Big. L'anno successivo, dopo essere stato sottoposto a dei lavori di ristrutturazione che aumentarono le sistemazioni per i passeggeri, oltre a provvedere il traghetto di un nuovo fumaiolo e di un bulbo a prua, cambiò nome in Moby King e venne adoperato sulle rotte Livorno - Olbia, Livorno - Bastia e Livorno - Calvi.
Nel 2001 il traghetto fu disarmato nel porto di Livorno, avendo riportato dei danni agli assi delle eliche. L'anno seguente il Moby King fu venduto per la demolizione in India, arrivando ad Alang a dicembre.